# Online casino
Een online casino is een vorm van online gokken.
De online casinomarkt is sinds de jaren 1990 sterk gegroeid. Veel mensen worden tot spelen verleid door de hoge (gratis) bonussen die vaak worden gegeven bij registratie, alsmede de vrijheid en hoge autonomie die een online casino biedt ten opzichte van een gewoon casino. Spelers kunnen naar eigen wil op een gewenst tijdstip bij het online casino spelen, omdat deze over het algemeen 24 uur per dag beschikbaar zijn.

## België
Casino's in België worden gereglementeerd door de Kansspelwet van 7 mei 1999 en gecontroleerd door de Kansspelcommissie. Vergunningen voor online casino's zijn voorbehouden aan de exploitanten die voorheen al een casino uitbaatten. Het gaat hier om de casino's van Chaudfontaine, Spa en Namen (samen met Circus), Dinant (samen met Partouche), Brussel, Knokke, Blankenberge (samen met Unibet), Middelkerke en Oostende (samen met bwin)
Elk online casino moet dus gelinkt zijn aan een fysiek casino. Aangezien er slechts negen fysieke casino's toegestaan zijn (volgens Koninklijk Besluit), kunnen er dus maximaal negen online casino's legaal hun kansspelen aanbieden in België.:
(in willekeurige volgorde en met licentienummer. november 2018)
PokerStars is ook in het bezit van een A+licentie gelinkt aan het Casino van Namen, net zoals Circus. Deze geldt als een aanvullende vergunning, exclusief voor het aanbieden van pokerspelen.

### Bescherming van spelers
Casino games zijn verslavend. Hierdoor heeft de Belgische overheid verschillende maatregelen getroffen om kwetsbare groepen te beverschermen:

#### EPIS
Sinds 2004 beschikt België over een EPIS (Excluded Person Information System). Dit systeem bevat alle uitgesloten spelers. Bij het betreden van een online of fysiek casino gebeurt er een check of de respectievelijke persoon mag gokken. De controle gebeurt op basis van de voornaam, naam en geboortedatum van de speler.

#### Bonussen in Casino's
Sinds 6 februari 2020 zijn de populaire bonussen verboden in Belgische Online casino's. De grote online casino's geven ook geen zogenaamde 'free spins' meer weg aan hun spelers.

#### Stortingslimiet
In Belgische online casino's is er een wekelijkse speellimiet die € 200 bedraagt. Concreet wil dit zeggen dat speler in een online casino maximum € 200 kunnen storten. Maar spelers die meer willen gokken kunnen hun limiet verhogen. Na de aanvraag doet de KSC een controle bij de Centrale voor kredieten aan particulieren van de Nationale Bank om te zien of de spelers niet bekend staat als wanbetaler. De hogere limiet wordt na een cool-down periode van 72 uur actief.

#### Verbod op reclame
De Belgische overheid heeft vanaf 1 juli 2023 de gokreclame sterk beperkt. Reclame op voetbalshirts zal vanaf 2027 niet meer mogen. Ook online advertenties en reclame op social media zijn verdwenen. Betaalde advertenties in Google zijn wel nog toegestaan.

## Nederland
Nederlandse online casino's zijn al een tijdje vertegenwoordigd op het internet. Het eerste Nederlandse online casino was het Oranje Casino, dat sinds 2006 actief is. Dit online casino is gevestigd op Malta, maar het aanbod is in zijn geheel gericht op casinospelers in Nederland. Malta is voor een dergelijk bedrijf een gunstige vestigingsplaats vanwege de huidige wetgeving in Nederland wat betreft het online wedden, vooral de Wet op de kansspelen en de Wet op de kansspelbelasting, verder omdat het lid is van de Europese Unie en omdat het een belastingparadijs is.
Na 2006 is er een groot aantal Nederlandse online casino's gekomen. De KSA (Kansspelautoriteit Nederland) bekijkt deze ontwikkeling met argusogen en heeft zichzelf ten doel gesteld om deze illegale praktijken uit te gaan bannen. Zo is het voor online casino's niet langer toegestaan om websites aan te bieden in het Nederlands, mag er geen gebruik meer worden gemaakt van de .nl domeinextensie en mogen er geen Nederlandse kenmerken meer worden gebruikt in de naamgeving van het casino noch in lopende acties of promoties (bijv: rood-wit-blauw casino en stoofwafelbonus). Casino's die zich niet houden aan deze criteria (prioriteitscriteria) lopen het risico om een boete te ontvangen en zullen op een zwarte lijst worden geplaatst. Meerdere online casino's hebben in reactie op deze aangescherpte criteria de Nederlandse markt verlaten. In 2019 heeft de KSA haar boetebeleid verscherpt. Binnen 8 maanden ontvingen negen aanbieders een boete ter hoogte van totaal 3,5 miljoen euro.
Er is geen concrete wetgeving voor de Nederlandse online casino-affiliates. De affiliates vergelijken online casino's en geven informatie met betrekking tot de aanbiedingen die er op dat moment gelden in de online casino's.

#### Wet Kansspelen op afstand
Vanaf 1 april 2021 zijn online casino's gelegaliseerd in Nederland. De Nederlandse overheid wil hiermee de kanalisatie van gereguleerde casino operatoren versterken en zo spelers beter beschermen tegen verslaving. De gelegaliseerde online casino's mogen sinds 1 oktober 2021 hun virtuele deuren openen. De KSA verwachtte een 40-tal aanvragen voor een casinolicentie in Nederland maar ontving uiteindelijk 28 aanvragen. Diverse grote gokbedrijven mogen pas later een vergunning aanvragen omdat ze in het verleden de zogenaamde prioriteringscriteria van de Ksa hebben overtreden. Grote gokbedrijven als Unibet, PokerStars, en bwin konden dan ook pas in de loop van 2022 de Nederlandse markt legaal betreden. Tot die tijd mochten ze geen Nederlandstalige website en klantenservice aanbieden, geen iDEAL accepteren, en mochten ze geen marketingcampagnes voeren. In juni 2024 kwamen er in Nederland stortingslimieten van 700 euro per maand.

#### Inwerkingtreding wet KOA (kansspelen op afstand)
De wet Kansspelen op afstand (Koa) is op 1 oktober 2021 in werking getreden. Sindsdien hebben 26 bedrijven een vergunning ontvangen van de Ksa waarmee zij casino-spellen via het internet mogen faciliteren in Nederland.

## Problemen met online gokverslaving
Omdat online casinosites niet gecontroleerd worden door de overheid en casinobedrijven zich vaak in zogeheten belastingparadijzen bevinden, is verslaving een groot probleem. Er zijn zelfs casinosites die expliciet op zoek gaan naar de zogenoemde "High rollers" ook wel "Whales" genoemd, die vaak probleemgokkers zijn. Uit een rapport van de Gambling Commission in het Verenigd Koninkrijk van januari 2020 bleek dat bij één gokaanbieder 83% van alle stortingen afkomstig waren van slechts 2% van de klanten. Doordat er geen beleid is kunnen dergelijke spelers alleen op verzoek zichzelf uit laten sluiten. Door regulering zou dit probleem grotendeels opgelost moeten worden.
In Nederland is hiervoor het centraal register uitsluiting kansspelen (Cruks) in het leven geroepen. Alle gokbedrijven, zowel fysiek als online, moeten effectief controleren of spelers zijn geregistreerd bij Cruks en uitgesloten moeten worden van kansspelen. Registratie bij Cruks kan door de speler zelf worden aangevraagd, maar ook door naasten die problematisch gokgedrag constateren.

## Caraïben
Al sinds de jaren '90 is er een illegaal gokcircuit actief op Sint Maarten en Curaçao, dat beheerst wordt door de Italiaan Francesco Corallo en de Curaçaoenaar Robbie dos Santos. In de jaren-2000 openden zij ook online goksites, zoals Oranje Casino en Kroon Casino, en na 10 - 10 - '10, toen de eilanden autonoom werden, kregen deze lieden min of meer vrij spel. Zij namen de markt van het online gokken helemaal in handen, met meer dan duizend schimmige sites, verborgen achter vier vergunninghouders, die zelf weer schuilgaan achter het Trustkantoor van Gregory Elias, de rijkste Curaçaoenaar.
De Antilliaanse goksites fungeren ook als uitwijkplaats voor klanten van legale goksites die last hebben van de regels die de overheden zoals de Nederlandse daaraan hebben verbonden. Illegale sites worden onder meer gebruikt voor witwassen en voor match fixing.